# ¡Democracia Real YA!
¡Democracia Real YA! ('DRY', Spaans voor Echte Democratie NU!), ook bekend als Plataforma Democracia Real Ya! ('Echte Democratie NU Platform!) is een grassroots burgerorganisatie gestart in maart 2011 in Spanje. Het leidde tot de politieke beweging van 15 mei 2011 (15M), waarvan de protesten wereldwijd aandacht gekregen. De protesten worden vergeleken met de sociale beweging van mei 1968 in Frankrijk.

## Algemeen
¡Democracia Real YA! wordt geassocieerd met ongeveer 200 kleinere organisaties. ¡Democracia Real YA! stelt in hun manifest dat het een brede sociale beweging is, gewijd aan het geweldloos protest, zonder verbonden te zijn aan een politieke partij of vakbond. Ze hebben geen leider en zijn niet bereid om deel te nemen aan een van de bestaande politieke machten. Het is echter geen volledig apolitieke beweging.
¡Democracia Real YA! is van mening dat het huidige politieke en economische systeem niet in staat is om te luisteren naar zijn burgers en hen te vertegenwoordigen. Daarom eist de organisaie verandering van het huidige sociale en economische beleid, welke ertoe leidden dat veel mensen werkloos werden, hun huizen verloren en in armoede terechtkwamen. De organisatie hekelt de manier waarop grote bedrijven en banken de politieke en economische sfeer domineren. Ze heeft als doel oplossingen voor deze problemen te bieden door grassroots participatiedemocratie en directe democratie, welke gebaseerd is op volksvergadering en consensusdemocratie. De beweging haalde haar inspiratie uit de protesten omtrent de IJslandse financiële crisis in 2009, de Arabische lente, de Griekse protesten in 2010-2011 en de Jasmijnrevolutie.
De protestbeweging kwam op 15 mei 2011 in een stroomversnelling met een kampeerbezetting op het centrale plein van Madrid, de Puerta del Sol. Ze verspreidde zich daarna over 57 andere grote en kleine steden in Spanje en vervolgens naar de Spaanse ambassades over de hele wereld.
Naar aanleiding van een buitengewone algemene vergadering van het platform in Leganés in april 2012 splitsten een aantal initiatiefnemers van de beweging de organisatie op, door een partnerschap te beginnen met een organisatiestructuur en regels. De organisatie droeg dezelfde naam, Asociación Democracia Real Ya, wat zorgde voor afwijzing van een deel van de rest van de leden van de beweging. Daarom zijn er op dit moment het platform Asociación Democracia Real Ya enerzijds, en ¡Democracia Real YA! (DRY) aan de andere kant.

## Protesten georganiseerd door ¡Democracia Real YA!
Kort na Stéphane Hessels Neem het niet! (2010) en Ros María Artals boek React (Reacciona, 2011) gepubliceerd werden, organiseerde DRY voor 15 mei 2011 demonstraties in 50 Spaanse steden. De demonstraties vroegen om een nieuw democratisch model om corruptie van politici en de sterke invloed van banken in de politieke sfeer aan de kaak te stellen. De beweging weigerde een specifieke politieke partij of vakbond te ondersteunen. Duizenden burgers kwamen bijeen onder het motto "Real democracy NOW, we are not merchandise for bankers and politicians." ("Echte democratie NU, wij zijn geen handelswaar voor bankiers en politici").

Na de eerste demonstratie in Madrid probeerden enkele van de demonstranten Puerta del Sol gedurende een nacht te bezetten. De volgende ochtend werden ze naar aanleiding hiervan gearresteerd. Tijdens de eerste nacht van de protesten werden 19 studenten gearresteerd en aangeklaagd voor het verstoren van de openbare orde en het beschadigen van het staatseigendom. Achttien van de gearresteerde personen werden voor twee dagen vastgehouden, één kwam vrij wegens gezondheidsredenen. Volgens getuigen van de gebeurtenis maakte de politie 'misbruik van hun autoriteit' in de omgang met de demonstranten. De demonstranten die in Puerta del Sol bleven eisten dat de gearresteerden werden vrijgelaten. Op 17 mei kwamen de 18 overgebleven demonstranten vrij. Na de ontruiming vermeldde DRY:
Als organisatoren van de protesten nemen wij afstand van, en keuren wij af, alle gewelddadige incidenten die plaatsvonden na het protest in Madrid. Volgens onze bronnen waren de geweldsincidenten, ondanks dat ze verwerpelijk waren, minimaal, en treden ze op na de meeste protesten van vreedzame burgerlijke ongehoorzaamheid. De staatsveiligheidskrachten handelden onevenredig en buitensporig, wat wij eveneens veroordelen, en we willen onze saamhorigheid tonen met hen die onrechtvaardig verwond en opgepakt zijn voor enkel het feit dat ze aanwezig waren zonder iemand te provoceren.
In reactie daarop keerden tienduizend mensen terug naar het plein met de intentie te blijven tot de verkiezingen op 22 mei. Kampen verspreidden zich buiten Puerta del Sol naar belangrijke pleinen in veel andere Spaanse steden en uiteindelijk Europa. Op 18 mei verbood de raad van bestuur van Madrid het protest in Puerta del Sol en ook in Granada werd protesteren verboden.
Dit resulteerde in een toevloed van demonstranten, of zoals zij zichzelf noemen: de 'indignados' - verontwaardigden. De bijeenkomst was georganiseerd via Twitter. De politie omsingelde de demonstranten, maar deed geen pogingen om in te grijpen. Gedurende de dagen voor de Spaanse regionale verkiezingen verduidelijkte ¡Democracia Real YA! dat de kampen door individuen waren georganiseerd, en niet door DRY. Ze verklaarden dat ze zochten naar langetermijnverandering van politieke en financiële instellingen om de meerderheid van de bevolking beter te kunnen bedienen.
De centrale verkiezingsraad kwam bijeen om te beslissen over het lot van de protesten voorafgaand aan de verkiezingen. In de 24 uur voorafgaand aan de verkiezingsdag, genaamd The Day of Reflection (de dag van bezinning), is alle politieke campagne verboden. De centrale verkiezingsraad beoordeelde dat de kampen voor deze periode moesten worden opgebroken. Er werd beslist dat de protesten op dusdanige wijze politiek geladen waren dat ze de uitkomst van de verkiezingen zouden kunnen beïnvloeden. President Zapatero was het eens met deze beslissing. Op 21 mei werden veel van de kampen in Spanje overvallen. Hier kwam geen geweld aan te pas, de politie had opdracht gekregen van geweld af te zien. Ondanks de regel van de verkiezingsraad waren er demonstranten die bleven. Sommige van de overgebleven demonstranten beplakten symbolisch hun mond af met tape toen hun werd bevolen stil te zijn.

## Democracia Real YA's manifest
Ondanks dat ze ervan beschuldigd werden een linksgeoriënteerde beweging te zijn, beweerde Democracia Real YA's manifest het traditionele links-rechts kader te overstijgen en riep het op tot een democratische vernieuwing:
"Sommigen van ons zien onszelf als progressief, anderen conservatief. Sommigen van ons zijn gelovig, sommige niet. Sommigen van ons hebben een duidelijk gedefinieerde ideologie, anderen zijn apolitiek, maar we zijn allemaal bezorgd en boos over de politieke, economische en sociale kijk die we om ons heen zien; corruptie onder politici, zakenlieden en bankiers laten ons hulpeloos, zonder stem. Deze situatie is normaal geworden, een dagelijks lijden zonder hoop. Maar als we onze krachten bundelen, kunnen we het veranderen. Het is tijd om dingen te veranderen, tijd om samen te bouwen aan een betere samenleving."
Het manifest benadrukt de verantwoordelijkheid van de overheid om alle burgers te voorzien van "het recht op huisvesting, werk, cultuur, gezondheid, onderwijs, politieke participatie, vrije persoonlijke ontwikkeling en consumentenrechten voor een gezond en gelukkig leven". Democracia Real Ya pleit voor een ethische revolutie en erkenning van de prioriteit van "gelijkheid, vooruitgang, solidariteit, vrijheid van cultuur, duurzaamheid en ontwikkeling, welvaart en het geluk van mensen". Het manifest wordt bekritiseerd voor het niet erkennen dat de economische crisis in veel aspecten veroorzaakt is doordat Spanje enkele aspecten van culturele moderniteit – consumentisme en hedonisme in het bijzonder – kritiekloos heeft omarmd.

### Eisen van ¡Democracia Real YA!
¡Democracia Real YA! en de demonstranten hebben aangegeven dat ze het volgende eisen van de Spaanse regering:
- Privileges voor de politieke klasse elimineert
- Werkloosheid bestrijdt
- Recht op huisvesting bevordert
- Openbare diensten in onderwijs, gezondheid en openbaar vervoer verbetert
- Regels in het bankwezen verhoogt
- Nieuwe fiscale maatregelen implementeert
- Rechten van de burger en de deelnemende democratie versterkt
- Militaire uitgaven vermindert.

Ze zijn van mening dat deze eisen zorgen voor de verandering in de samenleving die nodig is om de mensen die niet tot de bevoorrechte elite behoren te helpen en om te verzekeren dat Spanje als een echte democratie functioneert, waarin de stemmen van de mensen gehoord en overwogen worden.

### De verkiezingen van mei en toekomstige richtingen voor DRY
Op 22 mei won de Partido Popular met een meerderheid de Spaanse lokale en regionale verkiezingen. Deze partij won de verkiezingen doordat de liberale stem was gebroken bij meerdere politieke partijen, waarbij de grootste schade werd gedaan aan de Partido Socialista Obrero Español. Het resultaat van deze verkiezing leidde tot kritiek op het kiesstelsel. Sommigen merkten op dat de economische crisis in Spanje de grote overwinning voor de Partido Popular bijna garandeerde voor de Spaanse parlementsverkiezingen van 2011.
Voor de verkiezingen van 20 november 2011 verbood de verkiezingsraad elk protest op ieder plein en in elke straat vijftien dagen voor de verkiezingen. Ondanks dit verbod werden er plannen gemaakt voor protesten op de 11e en 13e, aangezien door het verbod een toename van deelname aan de protesten werd verwacht.

De belangrijkste kritiek van ¡Democracia real YA! is dat de economie het politieke systeem heeft overgenomen. Ter bevordering van het democratisch proces legde ¡Democracia real YA! Democracia 4.0 voor.
"Ze zijn van plan de burgerparticipatie te verhogen door technologie zoals stemmen voor congresinitiatieven via internet. Als de beweging ernaar streeft om weg te blijven van de traditionele partijen, welke worden gesteund door de meerderheid van de burgers (61 procent stemde voor een partij tijdens de laatste verkiezingen), is het twijfelachtig of de Spaanse Revolutie hun voorstellen kan laten werken. Een ander terugkerende kritiek is dat het moeilijk is specifieke maatregelen te definiëren. De meeste deskundigen zeggen dat de Spaanse Revolutie wordt ontbonden, maar voor dit gebeurt, zullen ze in staat zijn het veld voor te bereiden op fundamentele veranderingen gericht op het verbeteren van burgervertegenwoordiging en de overdaad aan politieke en economische systemen te limiteren."

## Invloeden en gerelateerde sociale bewegingen
Hoewel de concentratie van economische en politieke macht het fundament legde voor de protesten in Spanje, zijn er andere bronnen van inspiratie geweest waaronder de financiële crisis van IJsland, de film Inside Job, de tekst Neem het niet! en een boekje geschreven door Stéphane Hessel. De protesten in Spanje zijn deel van een wereldwijde onrust gebracht door bezuinigingsmaatregelen van diverse regeringen, zoals hervorming van de pensioenen voor werknemers in Wisconsin.

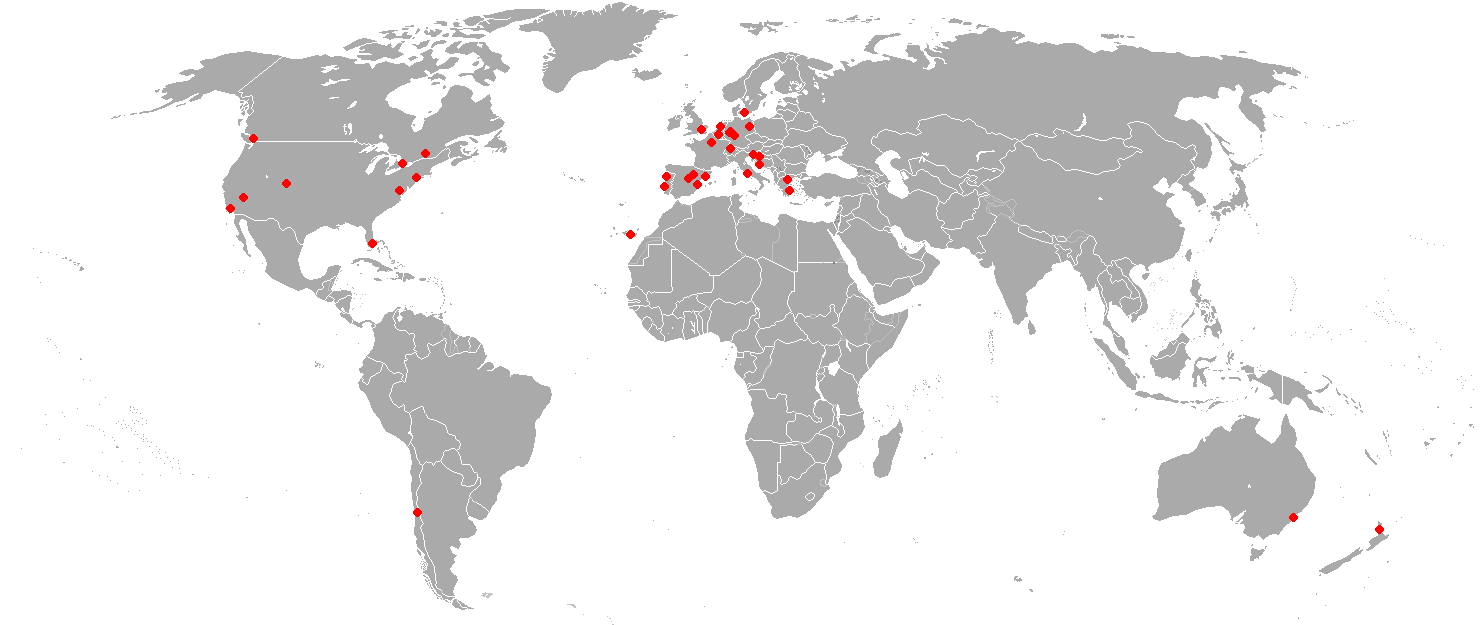
Locaties van soortgelijke protesten op de wereld

Andere protesten met overeenkomsten met de Spaanse protesten zijn:
- Egyptische revolutie van 2011
- Jasmijnrevolutie
- Griekse decemberrellen van 2008
- Griekse protesten van 2010-2011

De protesten in Spanje waren ook inspiratie voor de Occupy Wall Street-beweging

## Chronologie van de gebeurtenissen
- 29 september 2010 - Spaanse vakbonden leidden de General Strike om te protesteren tegen arbeidshervormingen. De bedoeling van de hervormingen was om de economie te verbeteren, maar in realiteit maakten ze de werkomstandigheden slechter. De General Strike was een van de eerste evenementen in Spanje waar de 'gewone mensen' hun zorgen uitspraken tegen de kapitalistische overheid.
- 27 januari 2011 - Vakbonden in Catalonië, Galicië en Baskenland hielden een staking. Ze protesteerden tegen meer arbeidshervormingen van de socialistische regering, met name het verhogen van de pensioenleeftijd tot 67 jaar.
- 7 april 2011 - 5000 mensen kwamen samen in Madrid om de groep Juventud sin Futuro (Jeugd met een Toekomst) en hun doel om de kapitalistische economische structuur te veranderen te ondersteunen.
- 1 mei 2011 - Mayday is traditioneel gezien een dag om werkenden over de hele wereld te vieren. In Barcelona leidden de vakbonden een protest dat resulteerde in een gewelddadige opstand. Werkers vernielden veel bedrijven in de rijke buurten tot de politie hen stopte.
- 13 mei 2011 - DRY bezette het centrale kantoor van Santander Bank in Murcia om hun opstand tegen de rijkste percentages van de samenleving en de kracht van bankiers te symboliseren.
- 15 mei 2011 - Het eerste protest: ¡Democracia real YA! telde 50.000 deelnemers alleen al in Madrid. Demonstranten blokkeerden Gran Via Avenue en hielden een vredevolle bezetting in Callao St. De politie gebruikte fysieke kracht om de demonstranten te verplaatsen, wat ertoe leidde dat de rellen uitbarstten.
- 16 mei 2011 - Een groep demonstranten kwam samen in Puerta del Sol en zij zwoeren daar te blijven tot na de verkiezingen van 22 mei. #spanishrevolution werd trending topic op Twitter.
- 17 mei 2011 - 's Morgens verwijderde de politie 150 demonstranten van Puerta del Sol die er de nacht hadden doorgebracht. Nachtelijk protest vond plaats in 30 steden in Spanje. In de avond bezetten 4000 demonstranten Puerta del Sol opnieuw, en 300 van hen bleven tot de volgende ochtend.
- 18 mei 2011 - Democracia real YA! plaatste een grote overkapping en voedselkraam in Puerta del Sol. De politie ontruimde demonstranten van pleinen in Valencia, Tenerife, Granada en Las Palmas. De Federation of Neighbor Associations of Barcelone (FAVB) kondigden hun ondersteuning van de demonstraties aan. Verschillende belangrijke kranten over de gehele wereld publiceerden artikelen over de demonstraties. In de avond verklaarde de President van de Regional Electoral Committee of Madrid de protesten illegaal.
- 20 mei 2011 - United Left ging in beroep tegen het verbod op protesteren bij het Spaanse hooggerechtshof, welke de beslissing bevestigde. United Left kondigde aan bezwaar aan te tekenen tegen deze bevestiging bij het Constitutioneel Hof.
- 21 mei 2011 - 28.000 demonstranten bezetten Puerta del Sol en de omliggende gebieden. Duizenden mensen nemen deel aan protesten in andere Spaanse steden en tevens vinden kleinere protesten plaats in vele steden in heel Europa.
- 22 mei 2011 - De demonstranten in Puerta del Sol die tot deze dag zouden blijven besloten het plein nog minstens een week te bezetten.
- 24 mei 2011 - Vertegenwoordigers van ¡Democracia real YA! lezen een manifest op livetelevisie. Ongeveer dertig demonstranten gaan vocaal protesterend tegen de politieke en economische systemen diverse financiële locaties in het stadscentrum binnen
- 25 mei 2011 - Het Spaanse ministerie van defensie verplaatst diverse activiteiten voor Armed Forces Day vanwege de aanhoudende bezetting van Plaza de la Constitución.
- 27 mei 2011 - 350 polities gebruiken fysieke kracht om demonstranten te evacueren van Plaça de Catalunya, wat resulteerde in 121 lichte verwondingen door knuppelslagen. Een paar uur later bezetten de demonstranten het plein opnieuw. Vergelijkbare incidenten deden zich voor op andere pleinen in Barcelona.
- 4 juni 2011 - Vertegenwoordigers van de regionale bijeenkomst van 15M verzamelden zich in Madrid voor een nieuwe manifestatie in Puerta del Sol.
- 8 juni 2011 - Manifestaties gingen door buiten het Congreso de los Diputados in Madrid. Manifestaties in Valencia en Barcelona kwamen in een stroomversnelling.
- 9 juni 2011 - 18 mensen raakten gewond bij conflicten tussen de politie en de demonstranten in Valencia. Deze conflicten zorgden voor een ander protest waarbij meer dan 2000 mensen samenkwamen.
- 15 juni 2011 - Duizenden mensen verzamelden zich buiten Parc de Ciutadella, Barcelona, om te protesteren tegen bezuinigingen in onderwijsfinanciering en gezondheidszorg. De demonstranten probeerden de entree van het Catalaans Parlement te blokkeren.
- 16 juni 2011 - Protesten tegen de inbeslagname van eigendommen door banken vonden plaats in verschillende steden, waaronder Parla, waar duizenden mensen buiten het appartement van Luiz Dominguez (74) samenkwamen en de ingang blokkeerden tegen politieagenten en bankfunctionarissen die het appartement van Dominguez afnamen. Soortgelijke protesten vonden plaats in Tetuán en Barcelona. De manifestaties verspreidden zich naar andere delen van Europa, waaronder het Verenigd Koninkrijk. In combinatie met de demonstraties buiten de Spaanse ambassade in Londen werd de website 15M Londres gelanceerd.
- 1 juli 2011 - Xavier Trias, een Spaans Catalaans politicus en lid van de Democratic Convergence of Catalonia, wordt beëdigd als burgemeester van Barcelona. Duizenden kwamen samen in het stadhuis van Barcelona om te protesteren.
- 27 juli 2011 - Indignados starten een grootschalige mars naar Brussel. Nobelprijswinnaar Joseph Stiglitz spreekt de Indignados toe op het eerste 15M sociale forum. De politie verdrijft de demonstranten op gewelddadige wijze.
- 17 september 2011 - De eerste protesten van New York City's "Occupy Wall Street" beweging gaan door de stad, geïnspireerd op de Spaanse protesten en andere demonstraties wereldwijd.
- 15 oktober 2011 - Vreedzame protesten vinden plaats in meer dan duizend steden in negentig landen wereldwijd, geïnspireerd door de Spaanse Indignados, de Arabische Lente, de Griekse protesten en de Occupy Wall Street bewegingen.